# Viridian (album Closterkellera)
Viridian – dziesiąty album studyjny polskiej grupy muzycznej Closterkeller wydany 22 września 2017 roku przez Universal Music Polska.

## Lista utworów
1. „Viridiana” – 8:45
2. „To albo to” – 6:19
3. „Król jest nagi” – 3:46
4. „Marcja” – 4:22
5. „Pokój tylko mój” – 5:59
6. „Inkluzja” – 6:09
7. „Matka ojczyzna” – 4:40
8. „Nocne polowanie” – 5:38
9. „Kolorowa Magdalena” – 3:59
10. „Studnia tajemnic” – 6:21
11. „Strefa ciszy” – 7:21

## Twórcy
Źródło
- Anja Orthodox – śpiew, produkcja
- Michał Jarominek – gitara
- Aleksander Gruszka – gitara basowa
- Michał Rollinger – instrumenty klawiszowe
- Tomasz „Kasprol” Kasprzyk – skrzypce w utworze „Viridiana”
- Adam Najman – perkusja
- Adam Toczko – produkcja, miks, mastering
- Michał Statkiewicz – zdjęcia